# 柴田光
柴田 光（しばた みく、1989年10月1日 - ）は、日本の元俳優。元劇団ひまわり所属。

## 出演

### テレビドラマ

#### レギュラー出演
朝の連続ドラマ『オードリー』（2000年-2001年、NHK）中山晋八（仁科貴）幼少期 役、伊織 役（二役）
新・ズッコケ三人組（2002年、NHK）長嶋崇 役

### 映画
岸和田少年愚連隊　岸和田少年野球団（2000年）少年チビ　役
森の学校（2002年）中森進　役